# ماساناو ساساكي
ماساناو ساساكي (باليابانية: 佐々木 雅尚) (مواليد 19 يونيو 1962)، هو لاعب كرة قدم ياباني سابق كان يلعب كلاعب وسط. سبق له أن لعب مع منتخب اليابان.

## وصلات خارجية
- ماساناو ساساكي على موقع رابطة كرة القدم اليابانية للمحترفين (اليابانية)
- ماساناو ساساكي على موقع قاعدة بيانات كرة القدم.إي يو (الإنجليزية)
- ماساناو ساساكي على موقع ناشيونال فوتبول تيمز (الإنجليزية)
- ماساناو ساساكي على موقع عالم كرة القدم.نت (الإنجليزية)

- National Football Teams
- Japan National Football Team Database